# Piotr Jóźwiak
Piotr Zenon Jóźwiak (ur. 14 lipca 1984 w Żarach) – polski prawnik, samorządowiec i nauczyciel akademicki, doktor nauk prawnych, w latach 2014–2024 zastępca prezydenta Leszna, w latach 2019–2023 członek Trybunału Stanu.

## Życiorys
Absolwent I Liceum Ogólnokształcącego im. Rodu Leszczyńskich w Lesznie. Ukończył magisterskie studia prawnicze na Wydziale Prawa i Administracji Uniwersytetu im. Adama Mickiewicza w Poznaniu oraz podyplomowe w zakresie polskiego i europejskiego prawa spółek w Szkole Głównej Handlowej. W 2013 na macierzystym wydziale obronił pracę doktorską pt. Odpowiedzialność dyscyplinarna w sporcie. Opublikował ponad 60 prac i artykułów naukowych, współredagował 10 monografii. W ramach pracy naukowej specjalizował się w zakresie prawa karnego, dyscyplinarnego i sportowego. Wykładał m.in. w Wyższej Szkole Humanistycznej im. Króla Stanisława Leszczyńskiego w Lesznie, Collegium Polonicum w Słubicach, Wyższej Szkole Umiejętności Społecznych w Poznaniu oraz w poznańskiej filii SWPS Uniwersytetu Humanistycznospołecznego (gdzie został adiunktem w Katedrze Prawa Publicznego i Teorii Prawa).
Po studiach ukończył aplikację adwokacką w Poznaniu. Pracował w różnych kancelariach prawniczych, a od 2013 do 2014 prowadził własną. Został wspólnikiem w spółce cywilnej, zasiadł też w radzie programowej TVP Poznań i objął funkcję wiceprezesa klubu żużlowego Unia Leszno. 27 grudnia 2014 powołany na stanowisko drugiego zastępcy prezydenta Leszna. W wyborach w 2018 z listy Prawa i Sprawiedliwości uzyskał mandat radnego miejskiego, którego nie objął, pozostając wiceprezydentem. W 2024 zakończył pełnienie funkcji zastępcy prezydenta.
21 listopada 2019 wybrany przez Sejm IX kadencji na członka Trybunału Stanu (z rekomendacji klubu PiS). Zakończył kadencję w 2023.

## Życie prywatne
Żonaty, ma syna.